# Rainer Maria Schröder
Rainer Maria Schröder (* 3. ledna 1951, Rostock) je německý autor historických příběhů a románů pro děti i dospělé. Publikoval jednak pod svým vlastním jménem (hlavně pro děti), jednak i pod pseudonymy, z nichž nejznámější je Ashley Carrington (romány určené dospělým). V mládí vystudoval operní zpěv, divadelnictví a televizní a filmové obory. Hodně cestuje, od roku 1977 se věnuje jen psaní a sbírání podkladů pro tuto činnost. Je znám velmi pečlivým studiem pramenů a reálií, jímž se připravuje na psaní každého románu. Žije střídavě v Německu a na Floridě.

## Dílo
- Seznam děl v Souborném katalogu ČR, jejichž autorem nebo tématem je Rainer Maria Schröder

### Česky vyšlo
Rainer M. Schröder
- Ztracená závěť (orig.: Das verschwundene Testament der Alice Shedwall; vydal Albatros, 2003)
- Trilogie Bratrstvo svatého grálu

Ashley Carrington
- Dědictví prodavače mušlí
- Řeka snů (orig.: Fluss der Träume, vydal BB/art 2004, ISBN 80-7341-184-9)